# Robert Weltsch

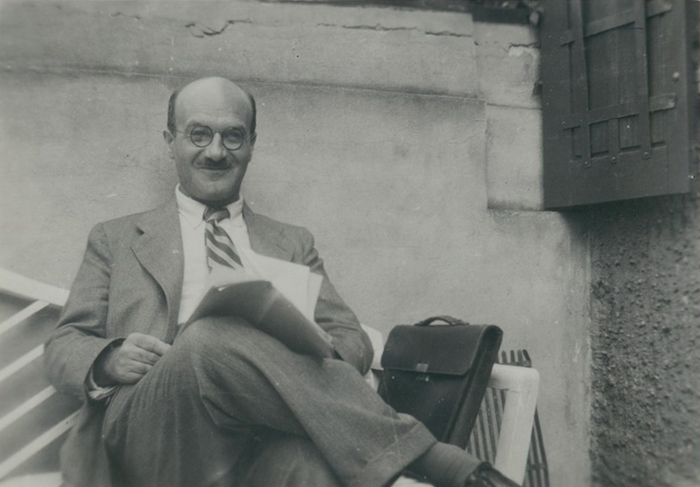
Robert Weltsch im Jahre 1935

Robert Weltsch (geboren am  20. Juni 1891 in Prag, Österreich-Ungarn; gestorben am 22. Dezember 1982 in Jerusalem, Israel) war ein israelischer Publizist, Journalist und Zionist.

## Leben
Robert Weltsch stammte aus einer alteingesessenen Prager Familie und war der Sohn des Advokaten Theodor Weltsch (gest. 1922). Er studierte an der juristischen Fakultät der Prager Deutschen Universität und wurde zum Dr. iur. promoviert. Weltsch war, wie viele später bekannte jüdische Prager Studenten, Mitglied in der Vereinigung Bar Kochba. 1918 und 1919 schrieb für die Wiener Morgenzeitung.
Von 1919 bis 1938 war Weltsch Chefredakteur und Mitherausgeber der Zeitschrift Jüdische Rundschau in Berlin und gehörte der Redaktion des von 1927 bis 1930 erschienenen Jüdischen Lexikons an.
Weithin bekannt wurde Weltsch durch einige Artikel mit offener Kritik an Hitler. Berühmtheit erlangte sein in der Jüdischen Rundschau am 4. April 1933 erschienener Leitartikel zum Boykott-Tag am 1. April 1933: Tragt ihn mit Stolz, den gelben Fleck! (Das verpflichtende Tragen des „Judensterns“ wurde erst 1939 im besetzten Polen bzw. 1941 im Deutschen Reich eingeführt.)
1938 emigrierte Robert Weltsch nach Palästina und entkam so dem Holocaust. In Jerusalem war er in den Jahren 1939 und 1940 Chefredakteur der Jüdischen Welt-Rundschau. Er gehörte dem HaPoel HaZair an.
Nach dem Zweiten Weltkrieg siedelte Weltsch nach England über und arbeitete für verschiedene zionistische Institute als Publizist, unter anderem in London leitend für das Leo Baeck Institut. Ebenfalls war er Korrespondent der israelischen Tageszeitung Haaretz. Seine letzten Lebensjahre verbrachte er ab 1978 in Israel.
Sein Cousin Felix Weltsch gab die tschechoslowakische zionistische Zeitschrift Selbstwehr heraus.

## Schriften (Auswahl)

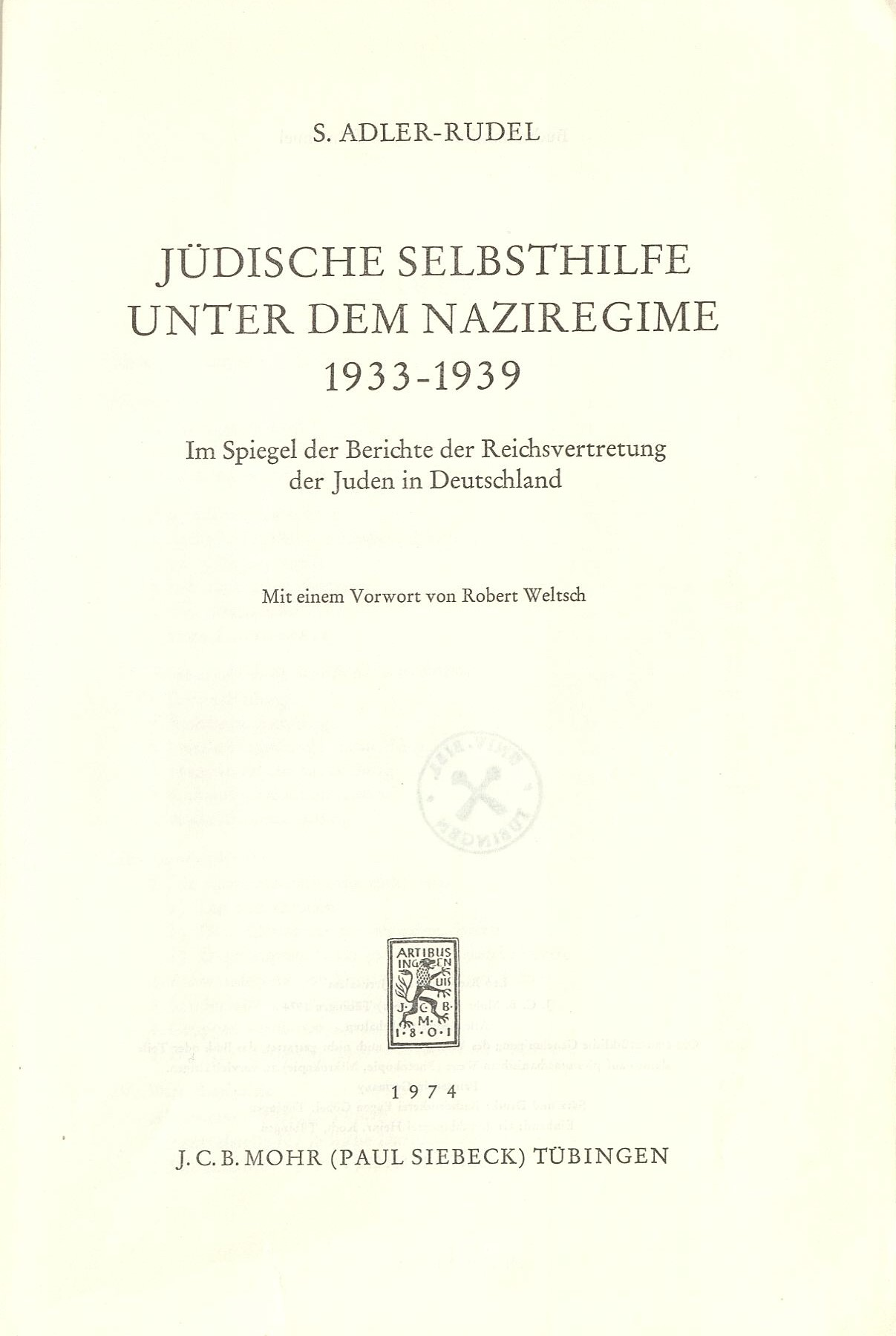
Vorwort (1974)

- Zionistische Politik. Kunst- u. Verlagsbuchh. „Haivri“ Dr. R. Färber, Mährisch-Ostrau 1927 (gemeinsam mit Hans Kohn).
- Ja-Sagen zum Judentum. Eine Aufsatzreihe der Jüdischen Rundschau zur Lage der Deutschen Juden. Verlag der der Jüdischen Rundschau, Berlin 1933.
- Deutsches Judentum. Aufstieg und Krise. Gestalten, Ideen, Werke. (14 Monographien), Dt. Verl.-Anst., Stuttgart 1963.
- Die deutsche Judenfrage. Ein kritischer Rückblick. Jüdischer Verlag, Königstein/Ts. 1981, ISBN 3-7610-0357-9.